# Bream Bay
Die Bream Bay ist eine Bucht an der Ostküste der Region Northland im Norden der Nordinsel von Neuseeland.

## Geographie
Die Bucht erstreckt sich von Bream Head im Norden über gut 20 km in Richtung Süden bis nach Paepae-o-Tū / Bream Trail und weist dabei eine maximale Buchttiefe vom 11 km (keine Seetiefe) bis zur Küste hin auf. Im nördlichen Teil der Bucht befindet sich zwischen dem Marsden Point und dem Busby Head der Hafenausgang des Whangārei Harbour. Dort befindet sich auch die einzigen Raffinerie Neuseelands. Nach Nordosten, zwischen Bream Head und der Inselgruppe der Marotere Islands schließt sich der nach Norden abgehende Parry Channel an.
Die Flüsse Hātea River und Mangapai River tragen ihre Wässer über den Whangārei Harbour der Bucht zu und die Flüsse Ruakaka River und Waipu River mündet direkt in die Bream Bay.
Rund 7 km südsüdwestlich vom Marsden Point entfernt befindet sich zwischen dem Strand der Bucht und dem New Zealand State Highway 1 das Dorf Ruakaka und am südlichen Ende der Bucht das Dorf Langs Beach.